# August-Bebel-Straße 39 (Wolmirstedt)

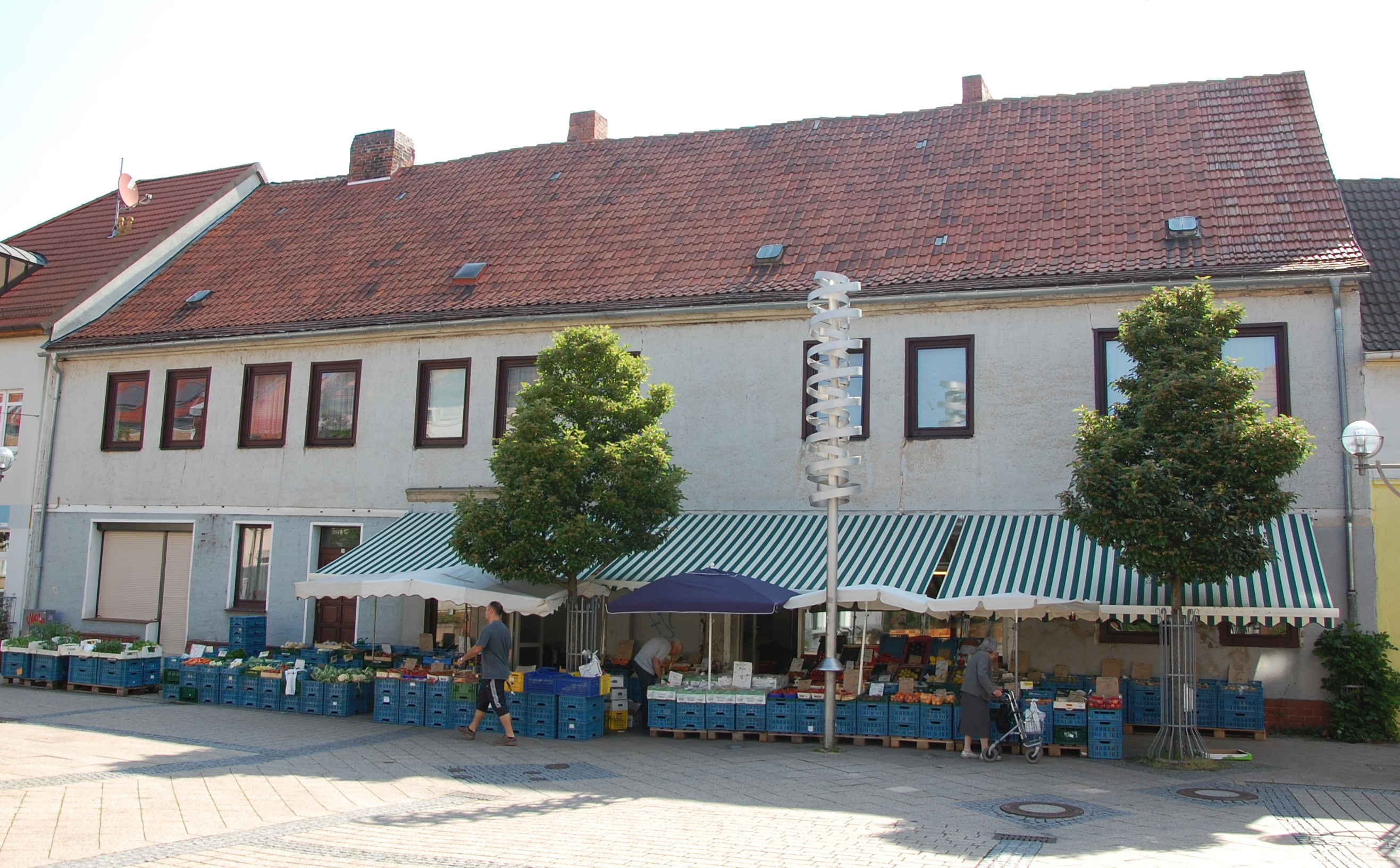
Haus August-Bebel-Straße 39

Das Haus August-Bebel-Straße 39 ist ein denkmalgeschütztes Gebäude in der Stadt Wolmirstedt in Sachsen-Anhalt.

## Lage
Es befindet sich in der Wolmirstedter Innenstadt auf der Ostseite der August-Bebel-Straße. Im örtlichen Denkmalverzeichnis ist es als Wohnhaus eingetragen.

## Gestaltung und Geschichte
Das zweigeschossige Gebäude wurde im 18. Jahrhundert in Fachwerkbauweise errichtet und gehörte zu einer ackerbürgerlich genutzten Hofanlage. Der traufständige Bau ist zur Straßenseite hin verputzt. Zur Gartenseite hin präsentiert sich die Fassade weitgehend noch in ihrem ursprünglichen Erscheinungsbild mit profiliertem Rähm. Bedeckt wird das Haus von einem Satteldach.
Auf dem Hof befindet sich eine große zweigeschossige, ebenfalls als Fachwerkbau ausgeführte Scheune. Sie ist mit einem Halbwalmdach bedeckt.